# Cantons de l'Indre

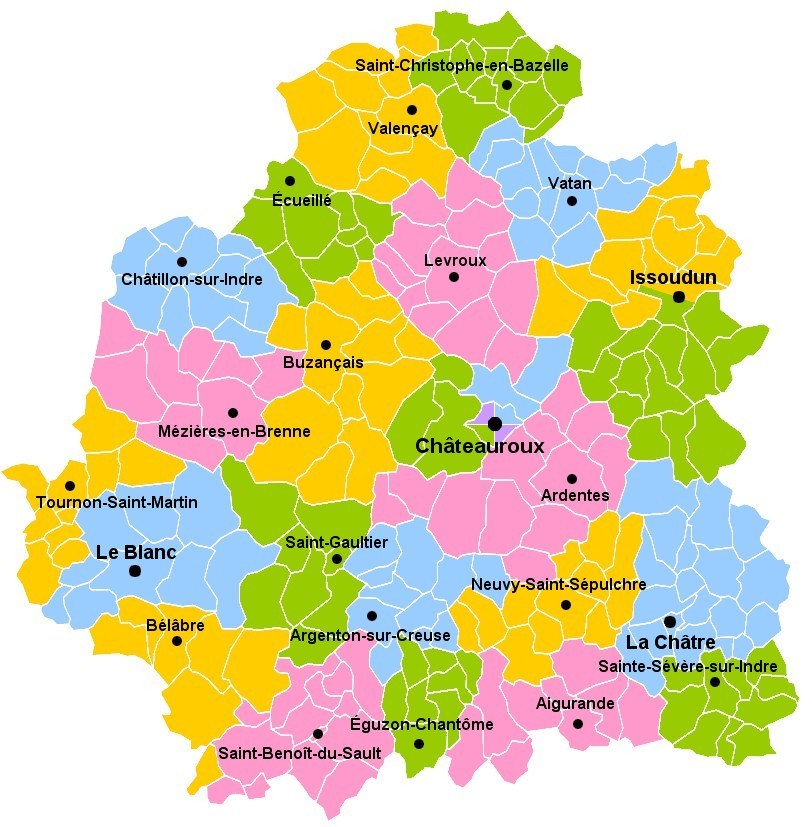
Mapa dels cantons de l'Indre

Els Cantons de l'Indre (Centre - Vall del Loira) són 26 i s'agrupen en 4 districtes:
- Districte de Le Blanc (6 cantons - sotsprefectura: Le Blanc) :
cantó de Bélâbre - cantó de Le Blanc - cantó de Mézières-en-Brenne - cantó de Saint-Benoît-du-Sault - cantó de Saint-Gaultier - cantó de Tournon-Saint-Martin

- Districte de Châteauroux (11 cantons - prefectura: Châteauroux) :
cantó d'Ardentes - cantó d'Argenton-sur-Creuse - cantó de Buzançais - cantó de Châteauroux-Centre - cantó de Châteauroux-Est - cantó de Châteauroux-Oest - cantó de Châteauroux-Sud - cantó de Châtillon-sur-Indre - cantó d'Écueillé - cantó de Levroux - cantó de Valençay

- Districte de La Châtre (5 cantons - sotsprefectura: La Châtre) :
cantó d'Aigurande - cantó de La Châtre - cantó d'Éguzon-Chantôme - cantó de Neuvy-Saint-Sépulchre - cantó de Sainte-Sévère-sur-Indre

- Districte d'Issoudun (4 cantons - sotsprefectura: Issoudun) :
cantó d'Issoudun-Nord - cantó d'Issoudun-Sud - cantó de Saint-Christophe-en-Bazelle - cantó de Vatan